# アルフレッド・P・マラー連邦ビル
アルフレッド・P・マラー連邦ビルは、アメリカ・オクラホマ州オクラホマシティのダウンタウンにあったアメリカ合衆国連邦政府の合同庁舎。このビルは1995年4月19日に発生したオクラホマシティ連邦政府ビル爆破事件の標的になり、子供19人を含む168人が死亡した。ビルはテロ事件の1ヶ月後に爆破解体され、跡地はオクラホマシティ・国立記念公園となっている。

## 建設と用途
連邦ビルは建築家ウェンデル・ロックによって設計された鉄筋コンクリート構造で、総工費1450万ドルをかけて1977年3月2日に開業した。ビル名はオクラホマシティ出身の連邦裁判所判事アルフレッド・ポール・マラーにちなんでいる。
1990年代には社会保障局（SSA）、麻薬取締局（DEA）、アルコール・タバコ・火器及び爆発物取締局（ATF）など連邦政府の出先機関が入居していた。また、アメリカ陸軍及びアメリカ海兵隊の入隊事務所も入居しており、550人の職員が働いていた。